# Vườn quốc gia Daintree
Vườn quốc gia Daintree là một vườn quốc gia ở miền cực bắc bang Queensland (Úc), cách thành phố Brisbane 1.502 km về phía tây bắc và cách thành phố Cairns 100 km về phía tây bắc. Vườn quốc gia này được thành lập năm 1981.
Năm 1988 Vườn này là một trong các vườn nằm trong Vùng nhiệt đới ẩm ướt của Queensland, một di sản thế giới của UNESCO. Vườn quốc gia này chia thành 2 khu, với khu nông nghiệp ở giữa có các thành phố Mossman và làng Daintree. Vườn này là nơi sinh sống quan trọng của các loài chim hiếm quý.
Phần lớn diện tích vườn này là rừng nhiệt đới ưa mưa. Rừng nhiệt đới Đại Daintree đã tồn tại liên tục từ trên 110 triệu năm, có thể là rừng nhiệt đới lâu đời nhất. Sự tồn tại lâu đời của rừng nhiệt đới này được cho là do việc Trôi dạt lục địa ngẫu nhiên. Sau khi lìa khỏi lục địa chính, một mảng lục địa đã trôi về phía cực trở thành Nam Cực, gây trắc trở cho các dòng đại dương, rồi nguội lạnh dần, trong khi các mảng lục địa khác trôi về vùng nóng và khô hơn. Các loài cây xưa kia được cho là đã tuyệt chủng từ lâu, chỉ vừa mới khám phá thấy ở đây. Rặng núi Great Dividing Range ở sát bờ biển trong vùng này. Hẻm núi Mossman Gorge nổi tiếng nằm phần phía nam của vườn này. Mũi đất Tribulation cũng nằm trong vườn này.
Vườn cũng là nơi có các cự thạch (đá lớn) ở bãi biển Thornton. Các phiến đá lớn ở đây có tỷ trọng cao do lưu hóa bởi núi lửa. Trong vườn cũng có các sông Daintree, sông Bloomfield và sông Mossman.
Giống chim câu Wompoo Fruit-dove là một trong 6 loài chim câu sống trong vườn cũng như loài đà điểu đầu mào của Úc đang có nguy cơ bị tuyệt chủng.

## Hình ảnh

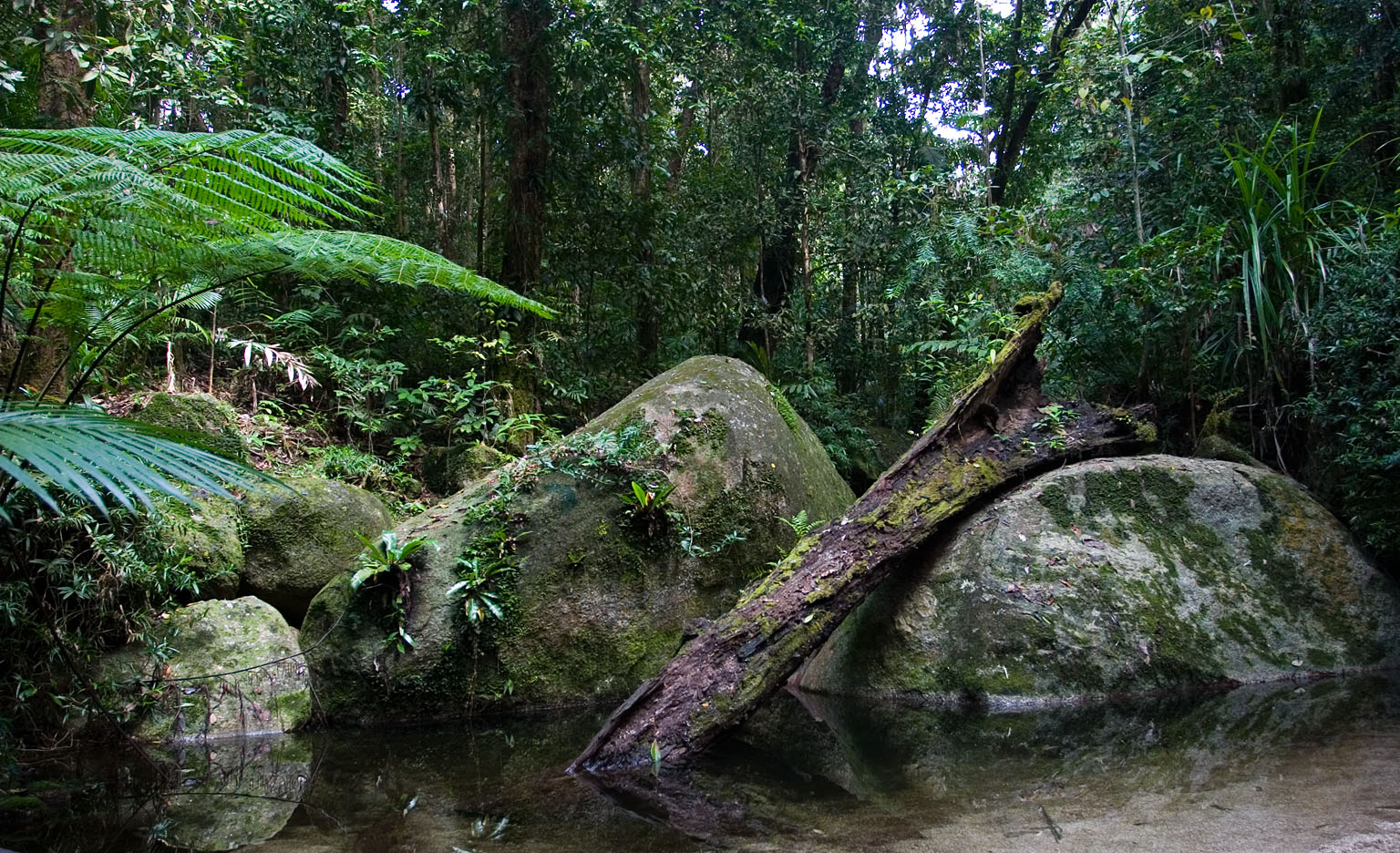
Cảnh rừng nhiệt đới ưa mưa tiêu biểu trong Vườn quốc gia Daintree
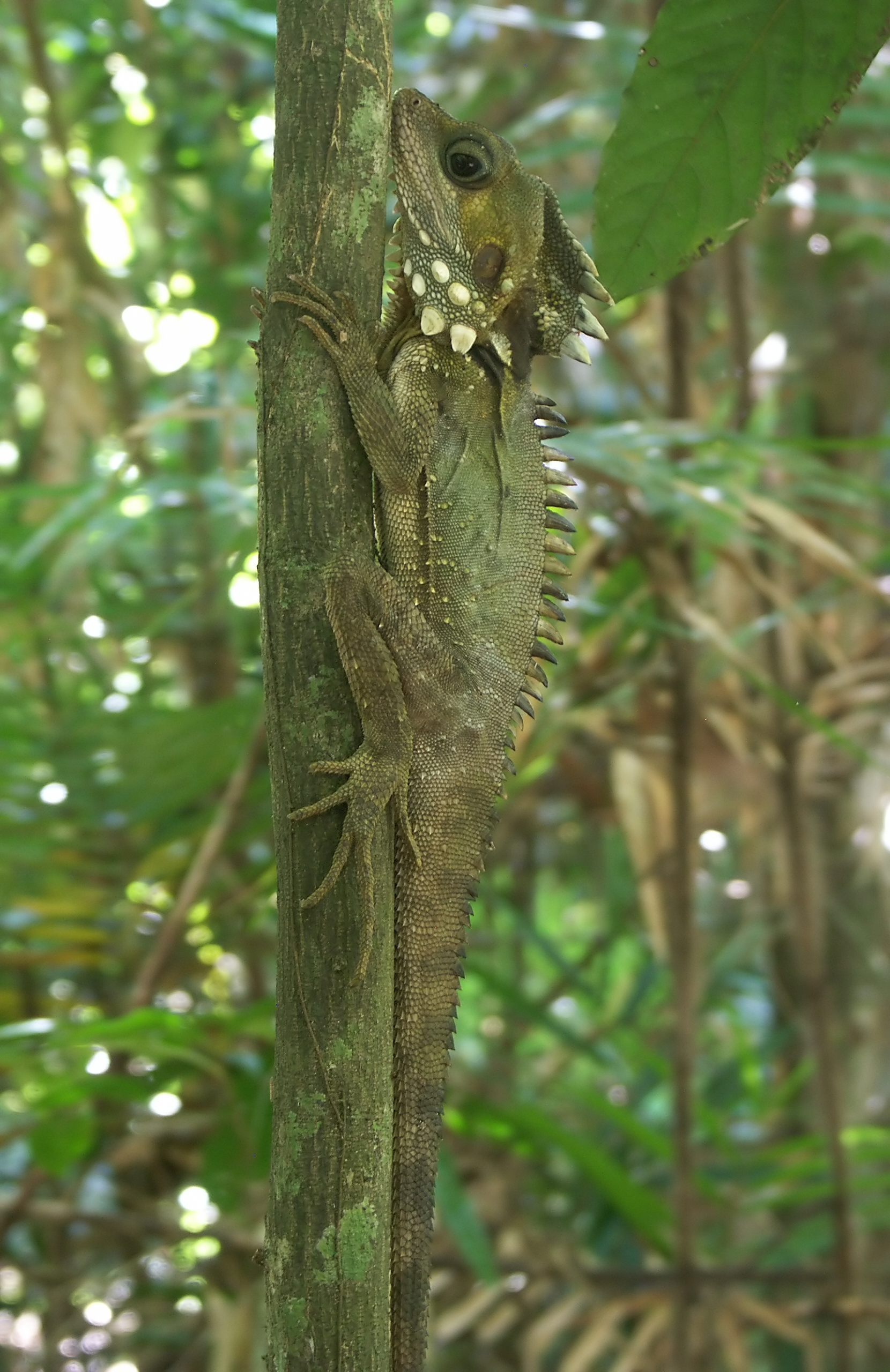
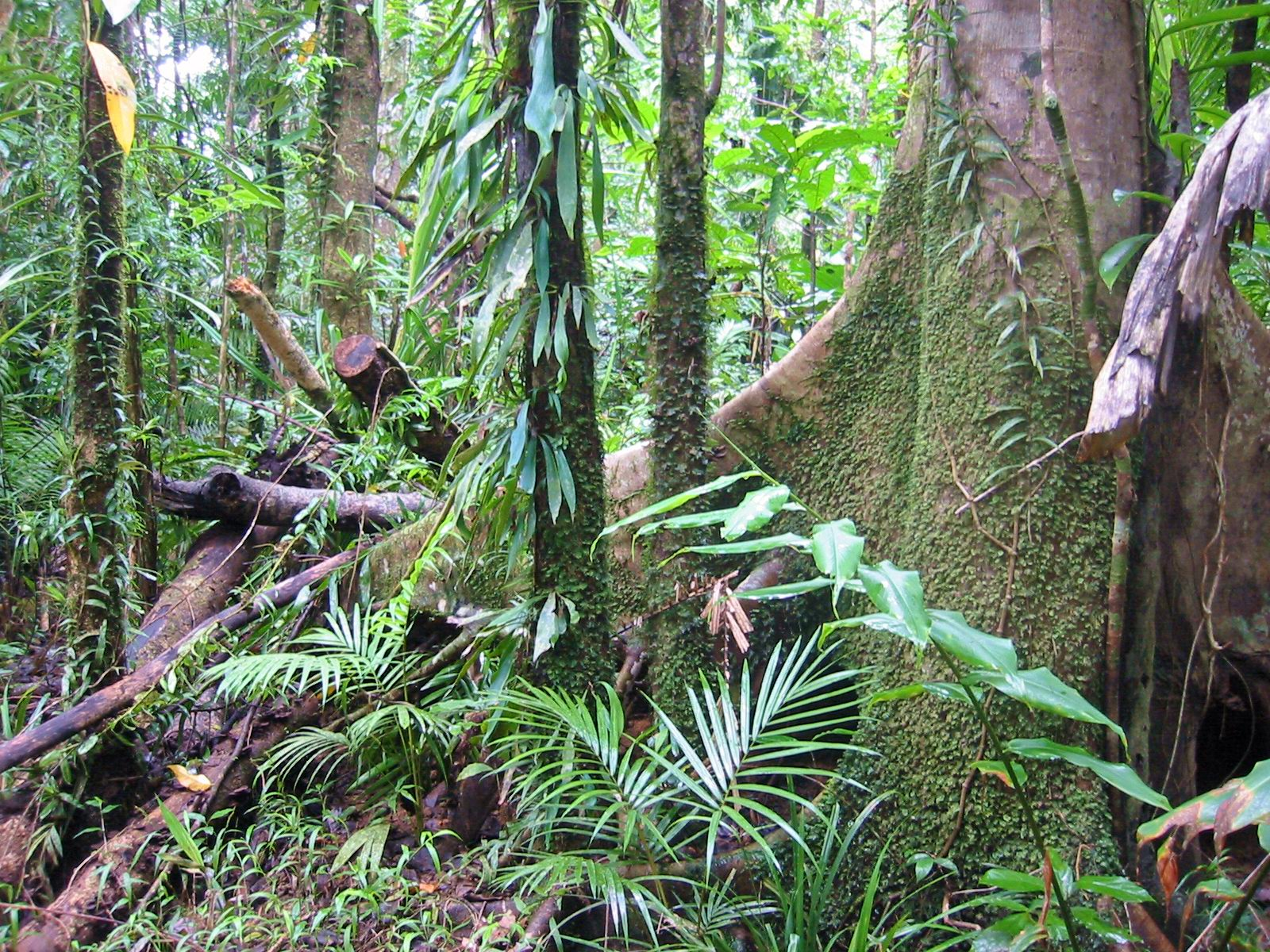
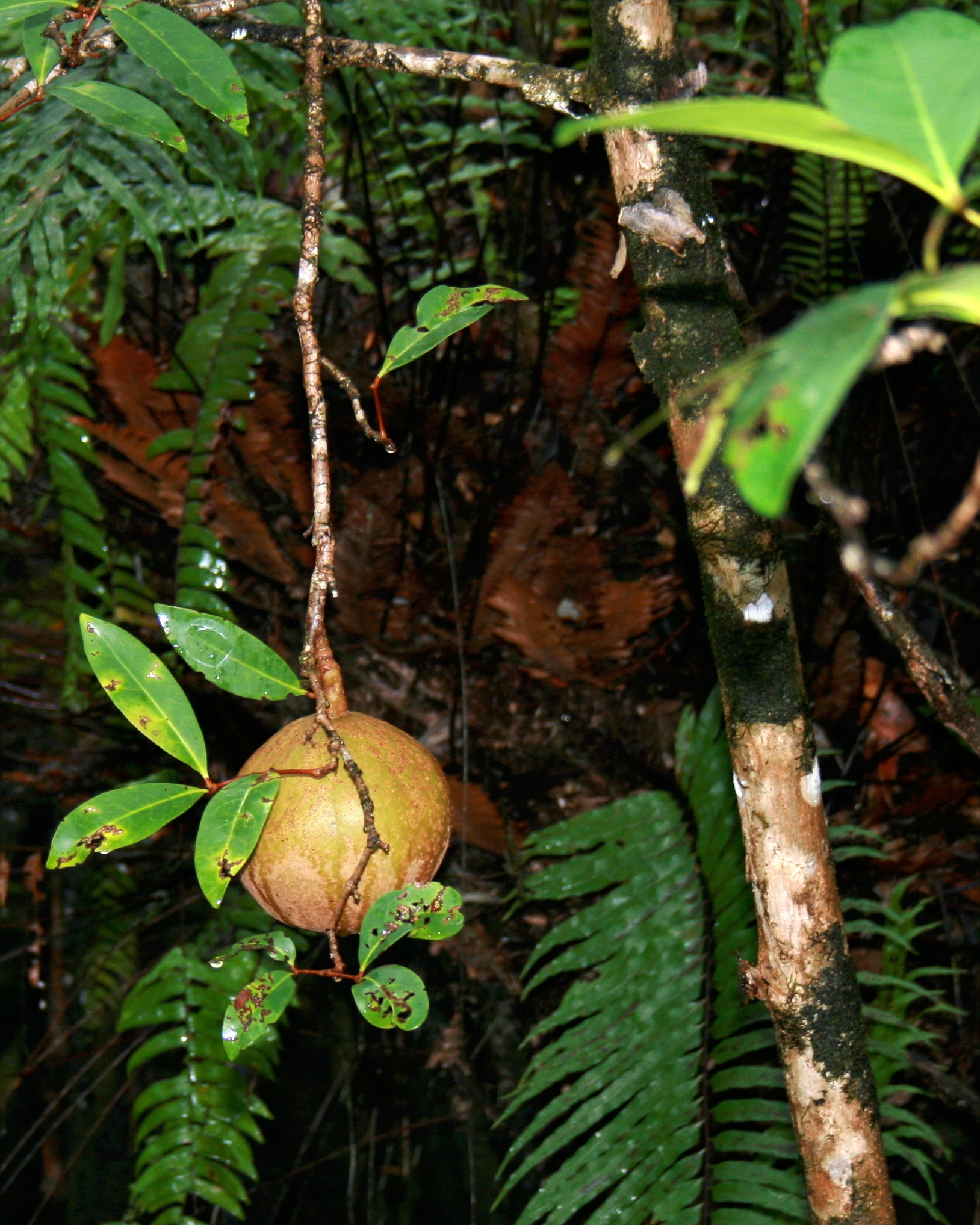